# Ла Навидад (Хаити)
Ла Навидад (шп. La Navidad, у преводу Ускрс), прво европско насеље у Америци, које је 25. децембра 1492. основао Кристифор Колумбо на северној обали острва Хиспањола. Прва шпанска колонија у Америци, са свега 39 становника, која се одржала мање од годину дана. У лето 1493, пре доласка друге Колумбове експедиције из Шпаније, насеље су уништили локални домороци.

## Историја
Током свог првог путовања у Америку, Колумбо је са три брода (једним караком и две каравеле) успешно истражио северну обалу острва Хаити (које је назвао Хиспањола) и открио Кубу, коју је погрешно сматрао делом азијског копна. На повратку са Кубе, Колумбов највећи брод, карак Санта Марија, насукао се на северну обалу Хаитија и потонуо на Божић 25. децембра 1492. Потапање брода Колумбо је схватио као знак од Бога, и одлучио је да на месту бродолома подигне прво насеље у новом свету, које је назвао Ла Навидад - Ускрс. Дебла и даске са потопљеног брода послужили су за изградњу малог утврђења, које је наоружано бродским топовима - лумбардама. Локални урођеници, народ Таино, и њихов поглавица Гваканагари пријатељски су дочекали Европљане и помогли су у спасавању бродског товара и изградњи утврђења, које је било у непосредној близини једног од њихових села. Колумбо је са преостала два брода 16. јануара 1493. кренуо натраг у Шпанију, док је у утврђењу остало 39 морнара са Санта Марије, којима је заповедао маршал флоте Дијего де Арана, са задатком да истражују острво и тргују са Индијанцима у замену за злато.

### Колумбов повратак
Када се 27. новембра 1493. вратио на Хаити, Колумбо је затекао тврђаву спаљену, а посаду побијену. Узроци пропасти никада нису до краја разјашњени: Колумбу је Гваканагари рекао да су се Шпанци борили између себе, али је такође било много доказа да су испровоцирали своје Таино домаћине на освету, захтевима за златом и храном и отимањем њихових жена. Али без обзира на узрок, уништење Ла Навидада и његовог гарнизона било је мрачни предзнак будућих сукоба у далеко већим размерама. Друга верзија догађаја, коју наводи Бартоломео де лас Казас, јесте је да је насеље уништио најмоћнији локални поглавица, Каонабо, за одмазду због пљачке и отимања индијанских жена.